# 쿠코 마르티나
루-엔들리 아우렐리오 장-카를로 마르티나(Rhu-endly Aurelio Jean-Carlo Martina, 1989년 9월 25일 ~ )는 네덜란드 태생 퀴라소의 축구 선수로 포지션은 라이트 백이며 퀴라소 축구 국가대표팀 국제 A매치 최다 출장수 기록 보유자이자 퀴라소 대표팀의 주장이다.

## 선수 경력

### 클럽
2008년 RBC 로센달에 입단하며 프로에 입문한 후 2011년까지 로센달에서 70경기를 소화하면서 프로 데뷔 후 개인 최다 출장수를 기록했고 또한 잉글랜드 프리미어리그 사우샘프턴 FC 소속으로 2015년부터 2017년까지 36경기를 소화하면서 팀의 2016-17 시즌 EFL컵 준우승에 일조했다.
그리고 2016-17 시즌이 끝난 후 리버풀 FC의 연고 라이벌팀인 에버턴 FC로 이적하여 2017-18 시즌 공식전 28경기를 소화한 뒤 2018년부터 2019년까지 스토크 시티 그리고 고향팀인 페예노르트 로테르담에서 임대 선수로 29경기를 뛰면서 페예노르트의 2018-19 시즌 리그 3위에 일조했다.
그 후 2021-22 시즌에는 에이르스터 디비시의 고 어헤드 이글스에서 활동하다가 2022-23 시즌이 진행 중이던 2023년 1월 같은 리그의 NAC 브레다와 입단 계약을 체결한 뒤 2022-23 시즌 에이르스터 디비시에서는 승격 플레이오프 2라운드 진출을 이끈데 이어 2023-24 시즌 에이르스터 디비시에서도 2회 연속 승격 플레이오프에 진출하여 플레이오프 3라운드에서 엑셀시오르 로테르담을 꺾고 2018-19 시즌 이후 6년만의 에레디비시 복귀에 기여했다.

### 국가대표팀
2011년 8월 9일 도미니카 공화국과의 친선 경기에서 국제 A매치 데뷔전을 치뤘으며 A매치 통산 46경기를 소화하면서 팀의 2017년 카리브컵 우승, 2019년 킹스컵 우승에 기여했고 2018년 CONCACAF 베스트 11에 선정되는 영예를 안기도 했다. 
그리고 2018년 9월 10일 그레나다와의 2019-20년 CONCACAF 네이션스리그 예선 1차전에서 A매치 데뷔 7년만에 처음으로 골맛을 보면서 팀의 10-0 대승을 도왔고 이듬해에 열린 2019년 CONCACAF 골드컵에서도 4경기에 출전하며 퀴라소의 2000년대 이후 첫 CONCACAF 골드컵 8강 진출을 이끌었다.
이후 2022년 FIFA 월드컵 북중미카리브 지역 1차 예선 4경기에도 출전하여 3승 1무·C조 1위로 퀴라소의 4회 연속 월드컵 북중미카리브 2차 예선 진출을 이끌었고 2023-24 시즌 CONCACAF 네이션스리그 A에서도 4경기에 모두 출전했지만 팀은 1승 3패·A조 5위의 참담한 성적에 그치며 차기 시즌 리그 B 강등을 확정지었다.

## 수상

### 클럽
사우샘프턴 FC
- EFL컵 : 준우승 (2016-17)

 페예노르트 로테르담
- 에레디비시 : 3위 (2018-19)

### 국가대표팀
퀴라소
- 카리브컵 : 우승 (2017)
- 킹스컵 : 우승 (2019)

### 개인
- CONCACAF 베스트 11 : 2018